# Famille von Eschwege
La famille von Eschwege est une ancienne famille noble de Hesse. La famille est inscrite à la chevalerie de l'ancienne Hesse (de), toujours existante, et a son siège ancestral au château d'Aue (de), près de la ville d'Eschwege, au nord de la Hesse (de), actuel chef-lieu de l'arrondissement de Werra-Meissner, au nord-est de la Hesse. Le lieu est mentionné pour la première fois dans des documents sous le nom d'eskiniwach en 974. Le nom signifie « établissement près des frênes, près de l’eau qui coule lentement ».

## Histoire

### Origine

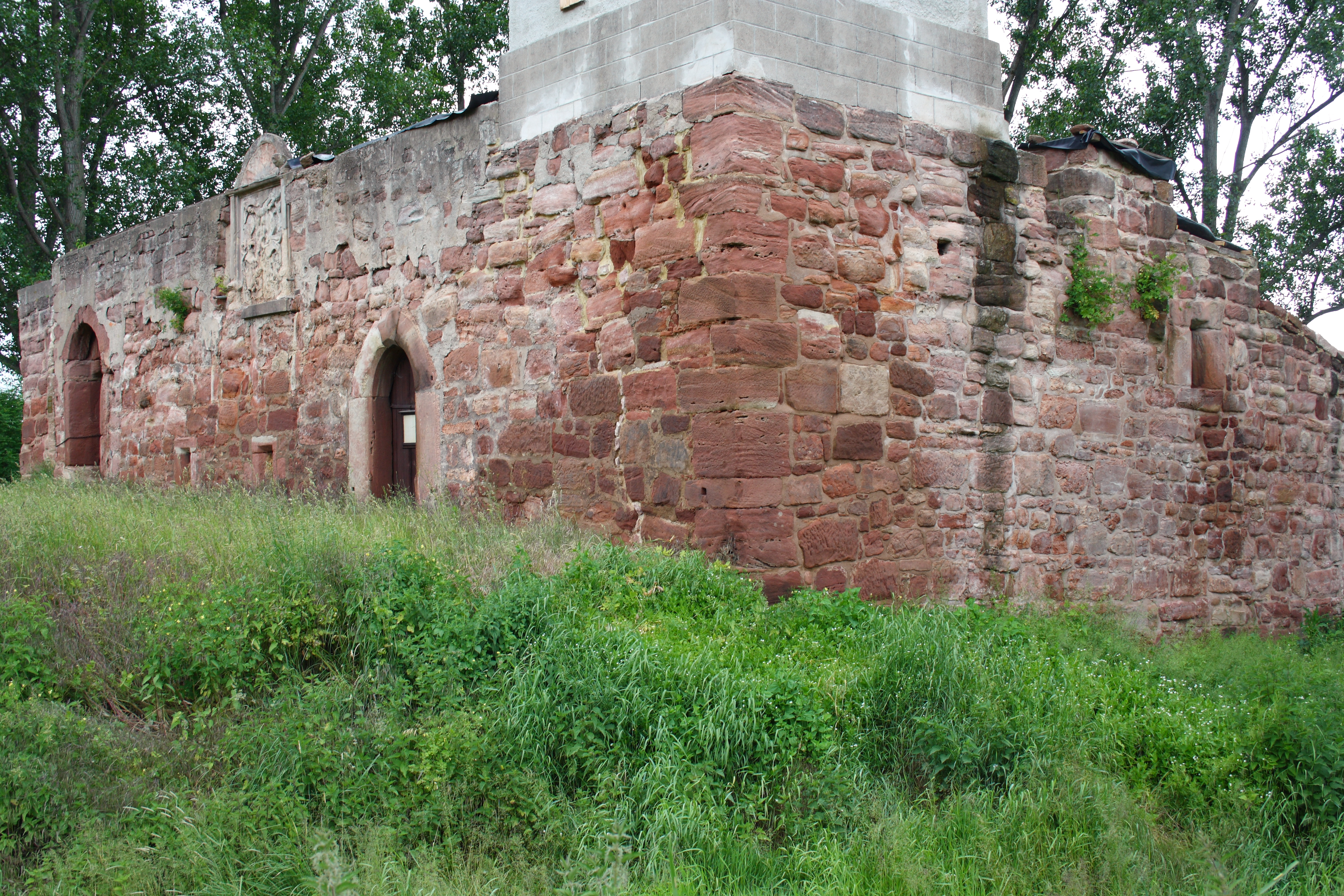
Ruines du

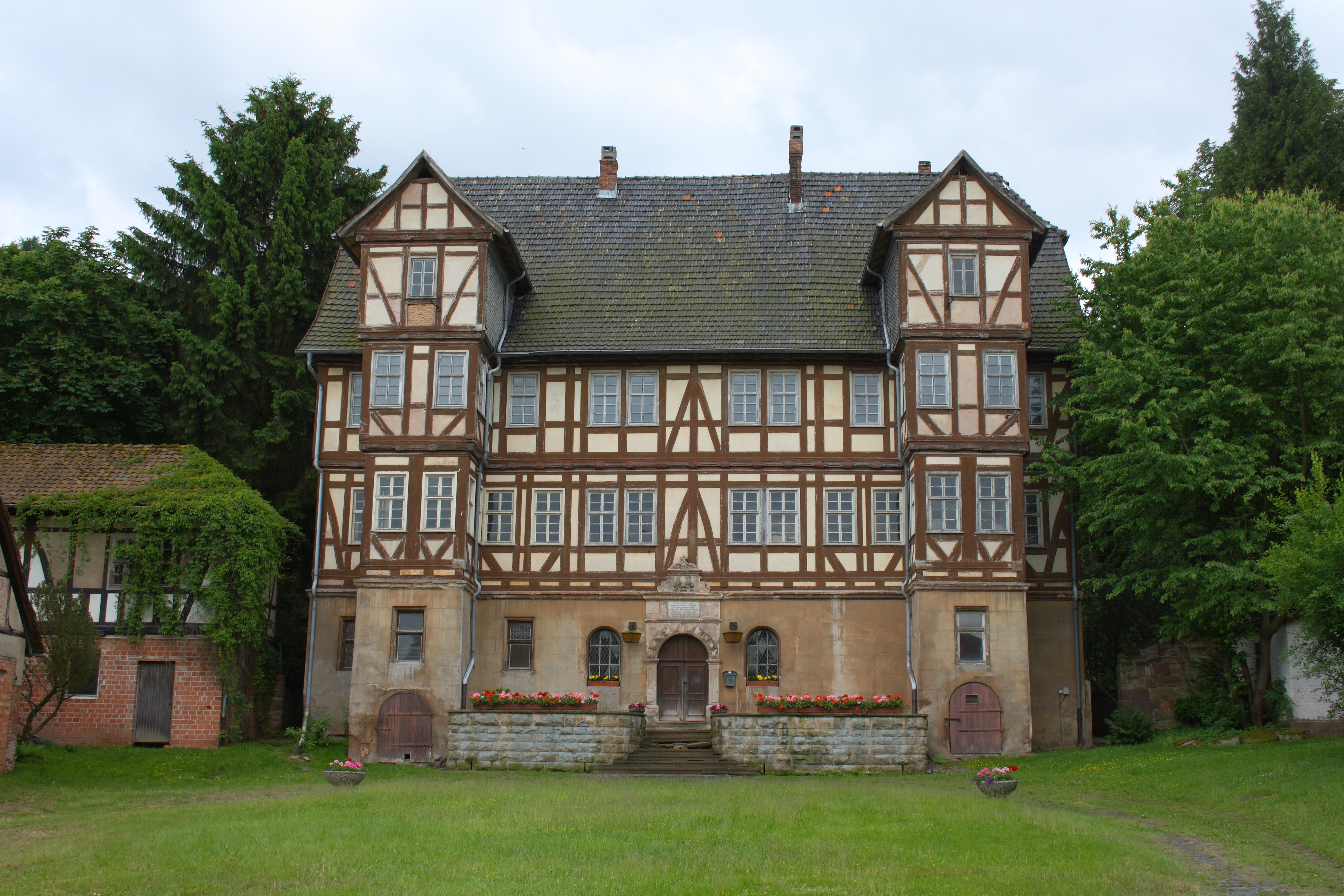

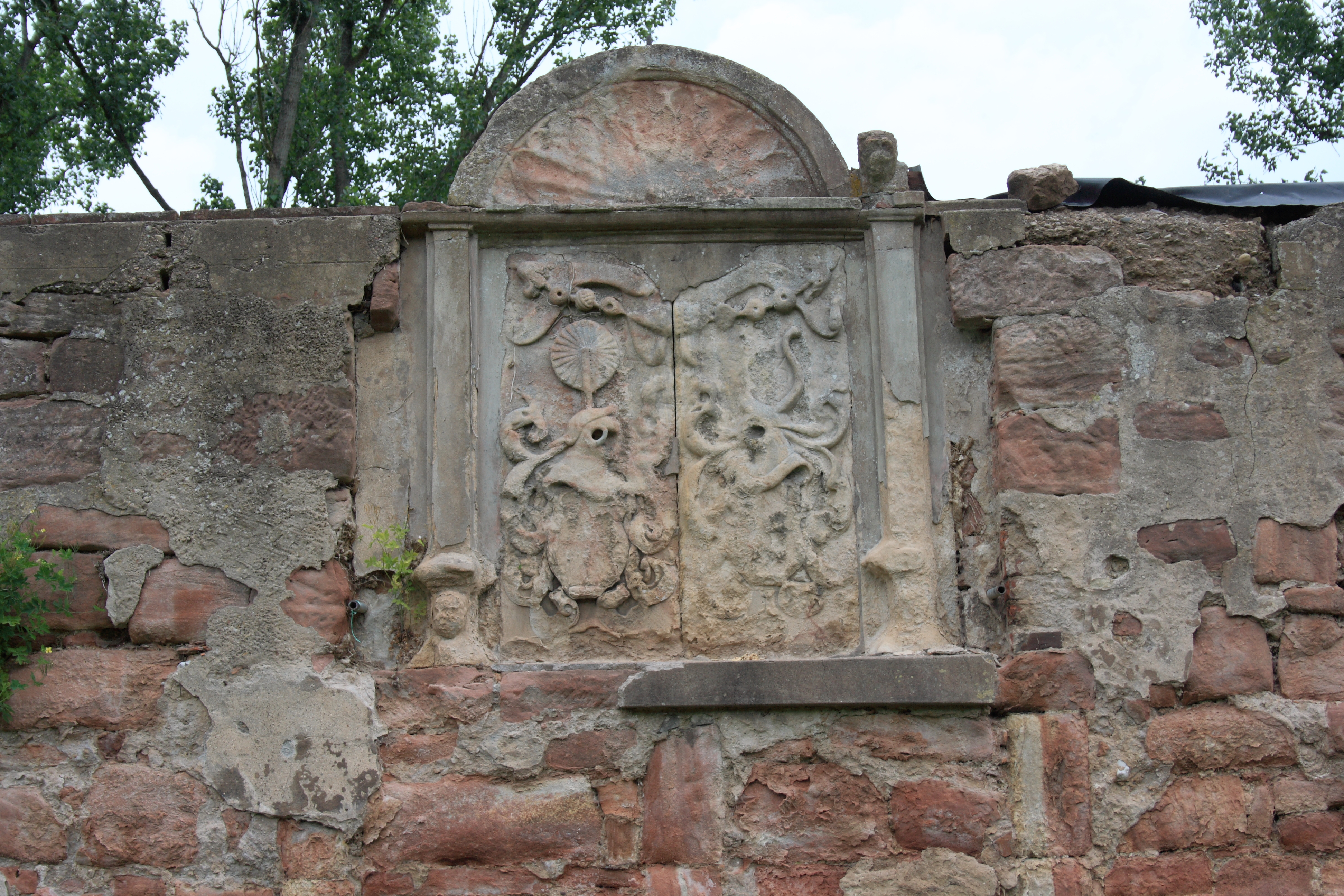
Armoiries du château à douves d'Aue

La famille est mentionnée pour la première fois dans un document en 1141 avec Heinrich von Eschwege. Henri est chancelier du comte Siegfried de Boyneburg-Northeim (de). La lignée de la famille, continuellement documentée, commence avec le chevalier Johann de Eschwege, mentionné dans des documents de 1314 à 1370. L'orthographe du nom de famille varie et s'écrit également Ashinwege, Eschinwege et Eschwe.

### Expansion
Les membres de la famille sont très tôt dans la pays de la Werra près d'Aue et Reichenbach. Plus tard, des propriétés en Thuringe sont également acquises, notamment à Kammerforst. Dans le comté d'Henneberg, Roßdorf est temporairement la propriété des seigneurs d'Eschwege.
Hans et Orban von Ashinwege apparaissent dans des documents en 1425. En 1463, Johann et Härtung von Eschwege sont inféodés par le landgrave Louis II avec les domaines que leur beau-frère Apel Appe a possédés, y compris les deux tiers du village et de la cour d'Ottersbach. En 1584, Curt von Eschwege porte les armoiries d'Henneberg lors des funérailles du dernier prince comte Georges-Ernest d'Henneberg. Dès le début du XVIe siècle siècle jusqu'au milieu du XVIIIe siècle, les seigneurs d'Eschwege sont membres de la chevalerie impériale du canton de chevalerie de Rhön-Werra du cercle de chevalerie de Franconie. Au milieu du XIXe siècle, les principales terres se trouvent dans l'électorat de Hesse et, sous forme de fiefs, dans le royaume de Hanovre. Là, Rudolph Friedrich Carl von Eschwege est lieutenant dans la Garde du corps royale hanovrienne en 1848. Le major royal saxon Curt von Eschwege reçoit une inscription au registre royal de la noblesse saxonne sous le numéro 392 le 5 mars 1912

## Blason
Les armoiries sont divisées en rouge et argent. Sur le casque avec couvre-casque rouge et argent, une roue de queue fendue en rouge et argent sur une pointe fendue en rouge et argent

## Personnalités
- Carl von Eschwege (de) (1789-1857), chambellan et homme politique
- Christian von Eschwege (né en 1793 et mort en juillet 1821), lieutenant et dernier chevalier des morts (chevalier noir) de la Maison de Hesse aux funérailles de l'électeur Guillaume Ier de Hesse-Cassel
- Elmar von Eschwege (de) (1856-1935), peintre paysagiste, animalier et de guerre
- Ernst von Eschwege (de) (1818-1901), avocat et député du parlement communal de l'électorat de Hesse
- Ernst von Eschwege (de) (1859-1932), forestier en chef
- Ernst Alexander von Eschwege (de) (1948-2000), acteur et réalisateur allemand
- Ferdinand von Eschwege (de) (1790-1857), lieutenant général de Hesse, député de l'Assemblée des États de Hesse
- Heinz von Eschwege (1890-1951), journaliste allemand, créateur de « Lolita »
- Karl von Eschwege (de) (1826-1890), administrateur de l'arrondissement de Fritzlar (de)
- Rudolf von Eschwege (de) (1821–1875), officier et député de la première chambre de l'Assemblée des États de l'électorat de Hesse
- Rudolf von Eschwege (1895-1917), pilote de chasse allemand
- Wilhelm Ludwig von Eschwege (1777-1855), mineur, géologue et géographe, maréchal royal portugais